# Swartzite
La swartzite è un minerale.